# Nelson Eddy
Nelson Ackerman Eddy (Providence, Rhode Island; 29 de junio de 1901 - Miami Beach, Florida; 6 de marzo de 1967) fue un cantante estadounidense que actuó en 19 películas musicales en las décadas de 1930 y 1940, así como en conciertos, obras teatrales, ópera, radio, televisión, y clubes. Barítono de educación clásica, es sobre todo recordado por las ocho películas que rodó junto a la actriz y soprano Jeanette MacDonald.
A lo largo de sus cuarenta años de carrera, ganó tres estrellas en el Paseo de la Fama de Hollywood (por su trabajo en el cine, en la música y en la radio), dejó su huella en el cemento húmedo frente al Grauman's Chinese Theatre, ganó tres  Discos de Oro, y fue invitado a cantar en la toma de posesión del Presidente Franklin Delano Roosevelt. También acercó la música clásica a millones de jóvenes estadounidenses e inspiró a muchos de ellos para iniciarse en la misma.

## Ambiente familiar
Nacido en Providence (Rhode Island), era el hijo único de William Darius Eddy y Isabel Kendrick Eddy. Nelson se crio en Providence, en Pawtucket (Rhode Island)), y en New Bedford (Massachusetts).
Nelson procedía de una familia musical. Su madre era solista en la iglesia, y su abuela, Caroline Ackerman Kendrick, una distinguida cantante de oratorios. Su padre ocasionalmente trabajaba en el escenario de la Providence Opera House, y cantaba en el coro de la iglesia, tocaba percusión, y participaba en producciones locales tales como H.M.S. Pinafore.
Los padres de Eddy se divorciaron cuando él tenía 14 años. Eddy se mudó con su madre a Filadelfia, donde vivía el hermano de ella, Clark Kendrick. Su tío ayudó a Eddy a conseguir un trabajo en el Mott Iron Works, una compañía de material de fontanería. Más adelante trabajó como reportero en el Philadelphia Press, el Evening Public Ledger y el Philadelphia Evening Bulletin. También trabajó brevemente como copista en N.W. Ayer Advertising, pero fue despedido por estar siempre cantando en el trabajo.

## Inicio en el canto
En su adolescencia Eddy estudió canto e imitaba las grabaciones de barítonos como Titta Ruffo, Antonio Scotti, Pasquale Amato, Giuseppe Campanari, y Reinald Werrenrath. Dio recitales a grupos femeninos y actuó en sociedades teatrales, usualmente sin cobrar nada.
Su primera actuación profesional llegó en 1922 cuando intervino en una sociedad teatral, The Marriage Tax, aunque su nombre no aparecía en el programa.
En 1924 ganó una competición en la que como premio se daba la oportunidad de actuar con la Philadelphia Opera Society. Alexander Smallens, director musical de la Philadelphia Civic Opera y más tarde directo adjunto a la Orquesta de Filadelfia, se interesó en la carrera de Eddy y lo preparó.
A finales de la década de 1920, Eddy actuaba con la Philadelphia Civic Opera Company y tenía un repertorio de 28 óperas, incluyendo los papeles de Amonasro en Aida, Marcello en La bohème, Papageno en La flauta mágica, Almaviva en Las bodas de Fígaro, Tonio y Silvio en I Pagliacci, y Wolfram en Tannhäuser. (William von Wymetal era el productor del grupo en esa época, en asociación con Fritz Reiner, que más tarde dirigió la Orquesta de Filadelfia.) Eddy también cantó en las operetas de Gilbert y Sullivan con The Savoy Company en el Teatro Broad Street de Filadelfia.
Eddy estudió brevemente con un notable maestro, David Scull Bispham, anterior cantante de la Ópera del Metropolitan, pero cuando Bispham falleció repentinamente, Eddy pasó a estudiar con William Vilonat. En 1927, Eddy pidió algún dinero y viajó con su maestro a Dresde para continuar en Europa sus estudios, lo cual se consideraba entonces esencial para los cantantes americanos. Le ofrecieron trabajar en una pequeña compañía operística alemana, pero en vez de ello decidió volver a Estados Unidos, concentrándose en su carrera concertística, haciendo solo ocasionales actuaciones en la ópera en los siguientes siete años. En 1928 el acompañante de su primer concierto fue un joven pianista llamado Theodore (Ted) Paxson, que se hizo un íntimo amigo y que siguió siendo su acompañante musical hasta la muerte de Eddy 39 años más tarde.
A inicios de la década de 1930, el principal profesor de Eddy era Edouard Lippé, quien viajó con él a Hollywood e interpretó un pequeño papel en el film de 1935 Naughty Marietta. En sus últimos años, Eddy frecuentemente cambió sus maestros, a fin de probar nuevas técnicas vocales. También tenía un estudio de grabación propio en el que estudiaba sus interpretaciones. Su fascinación con la tecnología le inspiró a grabar armonías con tres registros (soprano, tenor, barítono) para su papel de ballena cantante en el número "The Whale that Sang at the Met", última secuencia del film de 1946 de Walt Disney, Make Mine Music.
Con la Philadelphia Civic Opera, Eddy cantó en la única representación en Estados Unidos de Feuersnot, de Richard Strauss (1 de diciembre de 1927) y en la primera en el país de Ariadne auf Naxos, del mismo autor (1 de noviembre de 1928), junto a Helen Jepson. En Ariadne, Eddy cantó los papeles del Peluquero y del Arlequín en el alemán original. Bajo la dirección de Leopold Stokowski interpretó al Tambor Mayor en la segunda representación en Estados Unidos de la ópera de Alban Berg Wozzeck, el 24 de noviembre de 1931.
En el Carnegie Hall de Nueva York, en la Navidad de 1931 cantó en el estreno mundial de Maria Egiziaca, dirigida por el propio compositor Ottorino Respighi, pues el famoso director Arturo Toscanini enfermó antes de la representación. Años más tarde, visitando Toscanini las instalaciones de MGM en California, Eddy le recibió cantando unos compases de Maria Egiziaca.
Eddy siguió con ocasionales papeles operísticos hasta que su carrera en el cine le dificultó su dedicación plena a los mismos. Entre sus últimas actuaciones en la ópera hubo tres con la Ópera de San Francisco en 1934, cuando era todavía “desconocido.” También fue Amonasro en Aida el 11 de noviembre de 1934, con Elisabeth Rethberg, Giovanni Martinelli, y Ezio Pinza en el reparto.
Tras su paso por el cine retomó su carrera con un repertorio de conciertos tradicionales, cantando sus éxitos en la pantalla únicamente en calidad de bises.

## Hollywood
Eddy fue "descubierto" por Hollywood cuando substituyó en el último momento a la cantante Lotte Lehmann en un concierto que tuvo lugar en Los Ángeles el 28 de febrero de 1933. Consiguió un triunfo profesional con 18 salidas de telón, y a continuación empezó a recibir ofertas cinematográficas. Tras muchas dudas, decidió que trabajar en el cine aumentaría la audiencia de lo que él consideraba su “trabajo real,” los conciertos.
Eddy firmó un contrato con Metro-Goldwyn-Mayer, con el cual rodó las primeras 14 de sus 19 largometrajes. Su contrato le garantizaba tres meses al año para continuar con sus conciertos. MGM dudaba sobre qué trabajo darle, y pasó más de un año ganando su salario con poco que hacer. Su voz puede oírse cantando "Daisy Belle" en la banda sonora original del corto de 1933 de Pete Smith Handlebars. Actuó y cantó un tema en Broadway to Hollywood y Dancing Lady, ambas de 1933, y Student Tour en 1934. La aceptación del público fue favorable, y fue elegido como intérprete junto a la estrella Jeanette MacDonald en una versión filmada de la opereta de Victor Herbert de 1910 Naughty Marietta.
Naughty Marietta fue el éxito inesperado de 1935. Su canción principal, “Ah! Sweet Mystery of Life,” se convirtió en un hit y dio a Eddy su primer Disco de Oro. También cantaba “Tramp, Tramp, Tramp” y “I’m Falling in Love with Someone.” El film fue nominado al Oscar a la mejor película, y recibió la Medalla de Oro a la Mejor Película concedida por Photoplay. Así mismo, fue votada una de las diez mejores películas de 1935 por la crítica de Nueva York. Tras este título, Eddy actuó en otros siete junto a Jeanette MacDonald bajo la producción de MGM.
Rose Marie, de 1936, es probablemente su film más recordado. Eddy cantaba “Song of the Mounties” y “Indian Love Call”, de Rudolf Friml. Su retrato de la Policía Montada del Canadá se convirtió en un icono popular, parodiado con frecuencia en los dibujos animados y en los sketch televisivos e incluso en el teatro (Little Mary Sunshine, 1959) y en el cine (Dudley Do-Right, 1999).
Maytime, 1937, es considerado uno de los mejores filmes de Eddy. “Will You Remember”, de Sigmund Romberg, le valió un nuevo Disco de Oro. The Girl of the Golden West (1938) tenía una banda sonora compuesta por Sigmund Romberg, y usó el guion teatral de David Belasco empleado por Giacomo Puccini para La fanciulla del West.
 (1938).

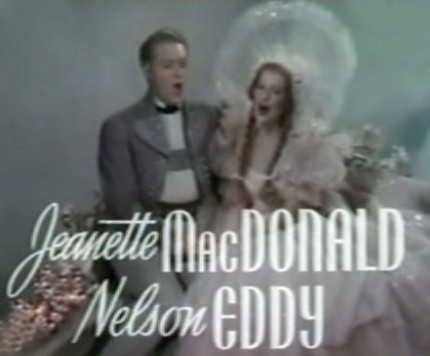
Eddy y MacDonald en Sweethearts

Sweethearts (1938) fue el primer largometraje en Technicolor de MGM, incorporando la música original de la obra de Victor Herbert de 1913, con un guion moderno de Dorothy Parker. Ganó la Medalla de Oro a la Mejor Película, concedida por Photoplay ese año.
The New Moon (1940), basada en el éxito de Sigmund Romberg representado en 1927 en Broadway, fue uno de los filmes más populares de Eddy. Sus principales canciones fueron “Lover, Come Back to Me,” “Softly as in a Morning Sunrise,” “Wanting You” y “Stout Hearted Men”.
Bitter Sweet (1940), fue una versión en Technicolor de la opereta de Noel Coward de 1929. El tema de amor era “I’ll See You Again.” Eddy interpretaba a un profesor de canto vienés que se escapa con su pupila inglesa y ambos van a vivir en Viena.
I Married an Angel (1942), adaptación de un musical de Richard Rodgers y Lorenz Hart sobre un ángel que pierde sus alas, sufrió problemas de censura. Eddy cantaba “Spring Is Here” y la canción del título.
Nelson Eddy también protagonizó filmes con otras primeras actrices:
Rosalie (1937), con Eleanor Powell, tenía música de Cole Porter. En esta película Eddy interpretaba a un cadete de West Point que a Europa tras una princesa. Eddy grabó la canción principal.
Let Freedom Ring (1939), con Virginia Bruce, fue un western. Eddy trabajó en el mismo con el ganador de un Oscar Victor McLaglen.
Balalaika (1939), con Ilona Massey, se basaba en la opereta inglesa de 1936 compuesta por George Posford y Bernard Grün. Eddy era un príncipe enamorado de una plebeya durante la Revolución rusa de 1917. La canción titular fue una de las más conocidas del cantante.
The Chocolate Soldier (1941), con la estrella de la Ópera del Metropolitan Risë Stevens, fue una adaptación musical de la obra de Ferenc Molnár El guarda. Eddy hacía un papel doble en la que fue una de sus mejores interpretaciones.
El Fantasma de la Ópera (1943), fue uno de los primeros filmes de Eddy tras dejar MGM al finalizar su contrato de siete años. Este musical en Technicolor también estaba protagonizado por Claude Rains en el papel del Fantasma y Susanna Foster como Christine.
Knickerbocker Holiday (1944)), se basaba en el musical de Kurt Weill y Maxwell Anderson. Estaba interpretado por Charles Coburn (cantando el clásico “September Song”) y Constance Dowling.
Música maestro (1946), fue un largometraje de dibujos animados de Walt Disney. Eddy cantó y dio voz a los personajes de la última parte del film, “The Whale Who Wanted to Sing at the Metropolitan Opera,” posteriormente estrenada como un corto, Willie, the Operatic Whale, por RKO en 1954.
Northwest Outpost (1947), con Ilona Massey, historia de Fort Ross (California), un asentamiento ruso en el viejo oeste californiano. Rudolf Friml fue el autor de las canciones de este largometraje, realizado por Republic Studios, y que fue el último film de Eddy.
Una vez Eddy y MacDonald dejaron MGM en 1942, hubo varios proyectos pensados para que ambos volvieran a trabajar juntos, algo que no llegó a cumplirse. Eddy firmó con Universal Studios en 1943 para hacer dos películas. La primera, El Fantasma de la Ópera, cuyo resultado no agradó a Eddy, y la segunda, en la cual MacDonald interpretaba algunas escenas, Follow the Boys, película que finalmente no rodó Eddy. Entre las diversas propuestas estaban East Wind; Crescent Carnival y The Rosary, best-seller de 1910. Con el nombre de "Isaac Ackerman" escribió un guion sobre la vida de Feodor Chaliapin, que nunca llegó a producirse. También escribió unos bocetos pensados para actuar él mismo con MacDonald, Timothy Waits for Love y All Stars Don't Spangle.

## Grabaciones
Eddy hizo más de 290 grabaciones entre 1935 y 1964, entre canciones de su películas, ópera, folk, temas populares, repertorio de Gilbert y Sullivan, y arias tradicionales de su repertorio de conciertos. Dado que él y Jeanette MacDonald tenían contrato con RCA Records entre 1935 y 1938, pudieron grabar varios duetos populares de su filmografía. En 1938 él firmó con Columbia Records, con lo cual finalizaron dichos duetos hasta que ambos grabaron un álbum especial en 1957. También grabó duetos con su otra compañera de la pantalla Risë Stevens (The Chocolate Soldier), así como discos con Nadine Conner, Virginia Haskins, Doretta Morrow, Gale Sherwood, Eleanor Steber, y Jo Stafford.

## Trabajo bélico
Com otros muchos artistas, Eddy participó en el esfuerzo bélico durante la Segunda Guerra Mundial, aún antes de que el país entrara en la misma. Su primer concierto por este motivo, el 19 de octubre de 1939, lo celebró junto a Leopold Stokowski con el fin de apoyar a Polonia. En 1942 participó largo tiempo en el club de apoyo a los combatientes Hollywood Canteen. En 1943 hizo una gira de dos meses de duración y 35.000 millas de recorrido, dando conciertos para las tropas en Belém y Natal, en Brasil; Acra, Ghana (en aquel momento Costa del Oro); Adén; Asmara, Eritrea; El Cairo (donde conoció al Rey Faruq I de Egipto); Teherán, Irán; Casablanca; y las Azores. Además, radió para las fuerzas armadas a lo largo de la guerra.

## Matrimonio
Eddy se casó con Ann Denitz Franklin, anterior esposa del director cinematográfico Sidney Franklin, el 19 de enero de 1939. El hijo de ella, Sidney Jr., se convirtió en el hijastro de Eddy, pero ambos no tuvieron descendencia propia. Estuvieron casados 27 años, hasta el fallecimiento de Nelson.

## Radio y televisión
Eddy inició sus más de 600 actuaciones radiofónicas a mediados de la década de 1920. La primera habría sido el 26 de diciembre de 1924 en el emisora WOO de Filadelfia. Además de sus muchas actuaciones como artista invitado, presentó The Voice of Firestone (1936), Vicks Open House (1936), The Chase and Sanborn Hour (1937–1939), y Kraft Music Hall (1947–1948). Tuvo su propio programa en la CBS en la temporada 1942–1943. Eddy usó con frecuencia sus programas de radio para estimular la carrera de jóvenes cantantes. Aunque sus programas a menudo incluían música “seria”, nunca estuvieron cerrados a otras tendencias. Fue en una serie de números humorísticos con Edgar Bergen y Charlie McCarthy en el programa Chase and Sanborn Hour que el nombre de Eddy quedó asociado con la canción "Shortnin' Bread,” la cual se incluía también en el film Maytime.
El 31 de marzo de 1933 cantó el papel de Gurnemanz en una transmisión de la ópera de Richard Wagner Parsifal, junto a Rose Bampton, y dirigida por Leopold Stokowski. Durante la década de 1940, fue invitado con frecuencia al programa Lux Radio Theater de Cecil B. DeMille, interpretando versiones radiofónicas de los filmes de Eddy.
En 1951 Eddy intervino en varios episodios de The Alan Young Show en la CBS-TV. En 1952 grabó un programa piloto para un sitcom, Nelson Eddy's Backyard, con Jan Clayton, pero no llegó a emitirse. El 12 de noviembre de 1952 sorprendió a su anterior pareja interpretativa Jeanette MacDonald en el programa de Ralph Edwards This Is Your Life. El 30 de noviembre de 1952 fue el invitado de Ed Sullivan en su show.
En la siguiente década intervino en numerosos programas, tales como el sitcom de Danny Thomas Make Room for Daddy, programas de variedades como The Bob Hope Show, The Edgar Bergen Show, The Colgate Comedy Hour, The Spike Jones Show, The Rosemary Clooney Show, The Dinah Shore Show, y The Big Record con Patti Page. También apareció en talk shows, incluyendo The Merv Griffin Show y The Tonight Show con Jack Paar.
El 7 de mayo de 1955 Eddy protagonizó una versión en directo de la opereta de Sigmund Romberg The Desert Song en la cadena NBC-TV. Actuaban Gale Sherwood, el bajo Salvatore Baccaloni, el veterano actor Otto Kruger, y los bailarines Bambi Lynn y Rod Alexander.
El 31 de diciembre de 1966, pocos meses antes de su fallecimiento, Eddy y su compañero de nightclub, Gale Sherwood, cantaron 15 temas en el tradicional programa de Año Nuevo de Guy Lombardo, emitido desde el Hotel Waldorf-Astoria de Nueva York.

## Fallecimiento
Tras la muerte de Jeanette MacDonald en enero de 1965, Eddy envejeció visiblemente. En marzo de 1967 Eddy estaba actuando en el Hotel Sans Souci de Miami Beach (Florida), cuando sufrió una hemorragia cerebral en el escenario. Su compañero en el canto, Gale Sherwood, y su acompañante musical, Ted Paxson, estaban a su lado. Murió pocas horas después. 
Está enterrado en el Cementerio Hollywood Forever.